# Weltwasserforum

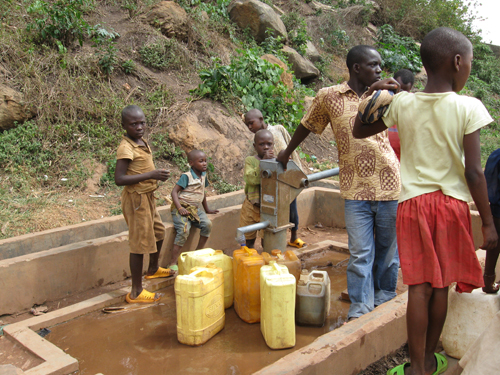
Wasserstelle in Ruanda

Das Weltwasserforum ist ein seit 1997 regelmäßig stattfindendes Forum des Weltwasserrats, das sich mit der Sensibilisierung für Wasserversorgungsprobleme und der Förderung von Wassermanagement auf politischer und gesellschaftlicher Ebene beschäftigt.

## Geschichte
Das seit 1997 alle drei Jahre stattfindende Weltwasserforum wurde vom Weltwasserrat (World Water Council), einer 1996 gegründeten Denkfabrik, unter dessen Präsidenten Mahmoud Abu Zeid, dem ägyptischen Minister für Wasserressourcen und Bewässerung initiiert. Dem World Water Council gehören 300 Vertreter aus der Wirtschaft, Ministerien, Wissenschaft, internationalen Finanzeinrichtungen, der UN und lokaler Regierungen an. Zu den Gründern zählen die Vorstände internationaler Unternehmen, wie zum Beispiel des multinationalen Konzerns Suez. Das Weltwasserforum ist keine offizielle zwischenstaatliche Einrichtung. 

## Veranstaltungen
Im Abstand von drei Jahren findet eine große Veranstaltung statt.

### 1. Forum in Marrakesch 1997
Das erste Weltwasserforum fand 1997 in Marrakesch statt.

### 2. Forum in Den Haag 2000
Im März 2000 versammelten sich 5700 Teilnehmer in Den Haag zum zweiten Weltwasserforum. In der Abschlusserklärung wird der Zugang zu Wasser als grundlegendes Bedürfnis erklärt. Somit ist der Zugang zu Wasser laut Kritikern kein Menschenrecht mehr, sondern eine Handelsware.

### 3. Forum in Kyōto 2003
Vom 16. bis 23. März 2003 fand das dritte Weltwasserforum beim Biwa-See und dem Yodogawa-Einzugsgebiet (Präfekturen Kyōto, Shiga und Osaka) statt. Im Jahr des Süßwassers wurde hier von mehreren Tausend Teilnehmern die Zukunft der Wasserversorgung der Weltbevölkerung thematisiert. In den Medien fand dieses Ereignis ob der dominierenden Ereignisse des dritten Golfkriegs nur wenig Resonanz.

### 4. Forum in Mexiko-Stadt 2006
Im Jahr 2006 fand vom 16. bis 22. März in Mexiko-Stadt das vierte Weltwasserforum (4th World Water Forum IV Foro Mundial del Agua) statt. Mit über 19.800 Teilnehmern war es eine große Herausforderung für Mexiko. Sein Abschlussdokument enthält keine Forderung nach einem Menschenrecht auf Trinkwasser. Ein anderes wichtiges Thema, dem das 4. Weltwasserforum eine Plattform bot, war das Thema Privatisierung.

### 5. Forum in Istanbul 2009
Im Jahr 2009 fand vom 16. bis 22. März in Istanbul das fünfte Weltwasserforum statt.
Themen waren zum Beispiel eine bessere Trinkwasserversorgung.
Das Menschenrecht auf Wasser, was einige Staaten gefordert hatten, wurde nicht angenommen.

### 6. Forum in Marseille 2012
Das Thema dieser sechsten Ausgabe, die vom 12. bis zum 17. März 2012 stattfand, war Time for solutions („Zeit für Lösungen“). Es gab 35.000 Besucher aus 145 Staaten der Erde, davon 15 Staatsoberhäupter. Der Weltwasserrat verfolgte hierbei drei Strategien: Das Sicherstellen des Wohles aller, den Beitrag zur wirtschaftlichen Entwicklung und den Erhalt des blauen Planeten.

### 7. Forum in Daegu und Gyeongju 2015
In Daegu und Gyeongju, Südkorea, fand vom 7. bis zum 17. April 2015 das siebente Weltwasserforum statt. Thema des Forums war Water for our future („Wasser für unsere Zukunft“). Es gab 40.000 Teilnehmer aus 168 Staaten, davon 9 Staatsoberhäupter sowie 100 nationale Regierungsdelegationen.

### 8. Forum in Brasília 2018
Das 8. Weltwasserforum zum Thema Sharing Water („Wasser teilen“) fand vom 18. bis 23. März 2018 in Brasília, Brasilien statt. Das Forum stand im Einklang mit den Zielen für nachhaltige Entwicklung der Vereinten Nationen, speziell dem Entwicklungsziel Nr. 6 Wasser und Sanitärversorgung für alle – Verfügbarkeit und nachhaltige Bewirtschaftung von Wasser und Sanitärversorgung für alle gewährleisten.

### 9. Forum in Dakar 2021
Vom 21. bis zum 26. März 2021 fand das 9. Weltwasserforum in Diamniadio (Dakar), Senegal statt.